# Pingasa irrorataria
Pingasa irrorataria är en fjärilsart som beskrevs av Moore 1867. Pingasa irrorataria ingår i släktet Pingasa och familjen mätare. Inga underarter finns listade i Catalogue of Life.